# Maria Duyst van Voorhout

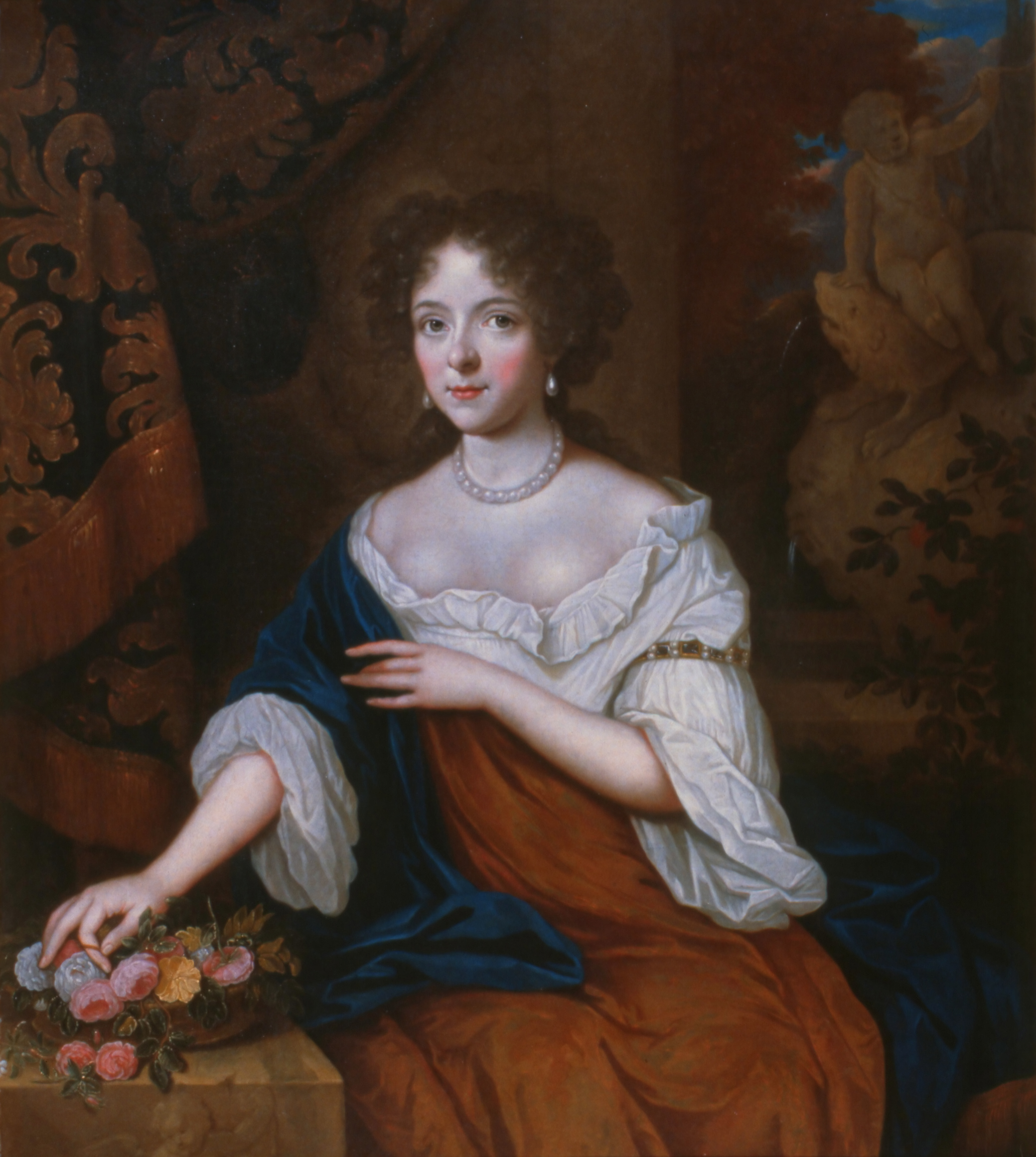
Maria Duyst van Voorhout, um 1685

Maria Duyst van Voorhout (geboren 22. Januar 1662 in Delft; gestorben 26. April 1754 in Utrecht) war eine niederländische Erbin, die ihr Vermögen dazu benutzte, um die Fundatie van Renswoude, Ausbildungsinstitute für begabte Waisenkinder,  in den  Städten, Delft, Utrecht und Den Haag, zu gründen.

## Leben
Maria Duyst van Voorhout wurde am 22. Januar 1662 in Delft geboren. Sie war die Tochter des Bürgermeisters von Delft Hendrik Johansz. Duyst van Voorhout (1637–1674) und Cornelia Rataller Doublet (gest. 1665). Sie stammte aus einer wohlhabenden Familie, aus der Brauer, Händler und Stadtverwalter hervorgegangen waren. Ihre Mutter starb, als sie drei Jahre alt war und als sie 12 Jahre alt war, starb auch ihr Vater. Das beträchtliche Erbe ihrer Eltern teilte sie mit ihrer Schwester Geertruijd (1663–1684). Zudem hatte sie noch das Erbe ihrer Großmutter väterlicherseits, Geertruit van der Burg zu erwarten. Sie war auf dem Heiratsmarkt eine gute Partie. Sie heiratete im Mai 1681 Dirk van Hoogeveen (1650–1683) Mitglied im Leidener Rat. Er starb zwei Jahre nach der Eheschließung, Maria Duyst van Voorhout war zu der Zeit als 21-jährige Witwe geschäftsfähig und konnte über ihr Erbe selbst verfügen, benötigte auch keine Erlaubnis mehr für eine weitere Eheschließung.
Am 25. Juni 1685 heiratete sie in Nootdorp gegen den Willen ihrer Großmutter den  Frederik Adriaan van Reede, den Herr n der Freiheit von Renswoude und Emmikhuijsen (1659–1738). Aus der Ehe ging nach acht Monaten eine Tochter Johanna Maria hervor, die nur 14 Monate alt wurde. Ihr Mann stammte aus einer orangistischen Familie und hatte aufgrund seiner Lebensweise hohe Schulden. Sie lieh ihrem Mann während ihrer Ehe oft große Geldbeträge, da sie sich durch Regelungen im Ehevertrag das Verfügungsrecht über ihr Vermögen bewahrt hatte. Er besaß viele Immobilien, darunter das freie Herrenhaus von Renswoude, aber zu wenig liquide Mittel, um seinen extravaganten Lebensstil zu finanzieren.
Als ihre Großmutter Ende Oktober 1686 starb, erbte sie die Hälfte ihres Vermögens. Jedoch legte diese in ihrem Testament fest, dass Maria Duyst van Voorhout erst nach dem Tod ihres Mannes darüber verfügen durfte. Die andere Hälfte erbte die Tochter ihrer Schwester. Als die Nichte 1690 starb, ging auch jener Teil des Erbes an Maria über, ebenfalls unter der der genannten Einschränkung. Frederik Adriaan starb 1738. Nach seinem Tod konnte sie über das Erbe ihrer Großmutter verfügen.
Mit ihrem Mann führte sie das Leben der gehobenen Gesellschaft. Sie verbrachte viel Zeit in Den Haag, dort vertrat Frederik Adriaan die Sticht in den Generalstaaten. Sie interessierten sich für Naturwissenschaften und pflegten Kontakte zu Antoni van Leeuwenhoek (1632–1723). Frederik Adriaan wurde Anfang 1730 in einen nationalen Skandal um die sogenannten „Sodomiten“ (Homosexuelle)   hineingezogen. Viele der Beschuldigten flohen, um den harten Strafen zu entgehen. Auch er verließ das Land, konnte  jedoch nach einiger Zeit auf seine Burg zurückkehren. Als der Sturm nachgelassen hatte, kehrte er sogar nach Utrecht zurück. Sein Leben in Den Haag war jedoch vorbei.
Zur Begleichung seiner Schulden hatte Frederik Adriaan seine Frau kurz vor den Sodomitenverfolgungen zu seiner alleinigen und universellen Erbin ernannt, mit dem Recht, testamentarisch über sein Eigentum zu verfügen. Zudem würde das gesamte, während der Ehe erworbene Vermögen an sie fallen.  So wurde Maria Duyst van Voorhout nach seinem Tod im Jahr 1738 die regierende Frau der Freiheit von Renswoude und gelangte in den Besitz der Ländereien von Frederik Adriaan und Geertruit van der Burg. Im Jahr 1749 verfasste sie ihr Testament, in dem sie festlegte, dass ihr Vermögen fast vollständig in die Ausbildung armer Jungen in technischen Berufen und insbesondere in Berufen fließen würde, die „für den Erhalt unseres Landes“ nützlich sein könnten. Die Schüler stammten aus dem Utrechter Städtischen Handwerkskinderheim, dem Delfter Reformierten Waisenhaus und dem Haager Bürgerwaisenhaus und sollten die weisesten, klügsten und fähigsten Jungen dieser Einrichtungen sein. Aus ihrem Teil des Erbes mussten die drei Heime jeweils eine eigene Stiftung gründen. Fünf Jahre nach der Unterzeichnung ihres Testaments starb Maria im Alter von 92 Jahren. Zum Zeitpunkt ihres Todes war sie eine der reichsten Personen der Republik und ihr Vermögen wurde auf mehr als 2 Mio. Gulden geschätzt. Sie wurde in der Kirche begraben, die Frederik Adriaans Großvater einst in Renswoude bauen ließ. Ihr Grab befindet sich dort noch immer.

## Vermächtnis
Nach ihrem Tod griff noch eine Klausel aus dem Nachlass ihrer Großmutter für den Fall, dass sie kinderlos sterben sollte. Ihr Testament wurde von Verwandten auf dieser Grundlage angefochten. Der Rechtsstreit dauerte bis 1756. Mit dreihunderttausend Gulden wurden die Ansprüche abgegolten. Nachdem noch einige Vermächtnisse aus dem Erbe bezahlt worden waren, blieb für jedes Haus die Summe von mehr als fünfhunderttausend Gulden übrig.
Die drei Stiftungen wurden eingerichtet und waren in zweierlei Hinsicht völlig neu. Sie waren die ersten breit angelegten Institutionen für hochwertige technische Berufsausbildung und sie kamen Jungen, die von Wohltätigkeitsorganisationen unterstützt wurden, zugute, um ihnen eine Hochschulbildung anzubieten. Sie Stiftungen wurden 1756 eröffnet und arbeiteten bis zum ersten Viertel des 19. Jahrhunderts im Sinne ihrer Stifterin. Danach wurden aus ihnen Internate für Jungen, die die Schule außer Haus besuchten. Diese wurden im 20. Jahrhundert geschlossen und die Stiftungen begannen, die Hochschulbildung junger Menschen auf andere Weise zu finanzieren.